# 1230
| 1230               |
| ------------------ |
| Dødsfald - Fødsler |
|                    |

| Gregoriansk kalender | 1230 MCCXXX             |
| Ab urbe condita      | 1983                    |
| Armensk kalender     | 679 ԹՎ ՈՀԹ              |
| Kinesiske kalender   | 3926 – 3927 己丑 – 庚寅 |
| Etiopisk kalender    | 1222 – 1223             |
| Jødisk kalender      | 4990 – 4991             |
| Hindukalendere       |                         |
| - Vikram Samvat      | 1285 – 1286             |
| - Shaka Samvat       | 1152 – 1153             |
| - Kali Yuga          | 4331 – 4332             |
| Iransk kalender      | 608 – 609               |
| Islamisk kalender    | 627 – 628               |

Regent i Danmark: Valdemar Sejr 1202-1241, medkonge fra 1232 Erik Plovpenning
Se også 1230 (tal)

## Begivenheder
- Spedalskhed kommer til Europa med hjemvendende korsfarere

## Født
- 1230 - Pave Bonifatius 8., italiensk pave (død 1303).